# Корастылёв, Сергей Леонидович
Сергей Леонидович Корастылёв (8 мая 1989, Канск) — российский биатлонист, чемпион мира по летнему биатлону. В зимнем биатлоне — призёр этапа Кубка IBU, неоднократный чемпион и призёр чемпионатов России, обладатель Кубка России. Мастер спорта России международного класса.

## Биография
Начал заниматься биатлоном в ДЮСШ города Канска, первый тренер — Роман Николаевич Семенюк. Затем тренировался в «Академии биатлона» г. Красноярска, тренеры — К. А. Щербаков, В. А. Медведцев. Представляет Красноярский край.
На юниорском уровне не принимал участия в крупных международных соревнованиях.
Дебютировал на Кубке IBU в сезоне 2011/2012 на этапе в Форни-Авольтри, занял 19-е место в индивидуальной гонке, и уже на следующем этапе в От-Морьенне стал четвёртым в спринте. Лучший результат в личных видах показал в сезоне 2013/2014, заняв второе место в индивидуальной гонке на этапе в Валь-Риданна. Участник чемпионата Европы 2014 года в Нове-Место, где занял 26-е место в индивидуальной гонке и был четвёртым в эстафете.
Принимал участие в двух чемпионатах мира по летнему биатлону. В 2011 году в Нове-Место был шестым в спринте и пятым — в гонке преследования. В 2015 году в Кеиле-Грэдиштей стал 22-м в спринте, седьмым — в пасьюте и победителем в смешанной эстафете вместе с Екатериной Аввакумовой, Анастасией Калиной и Сергеем Клячиным.
Неоднократно выигрывал медали чемпионата России, в том числе был чемпионом в 2012 году в суперспринте, в 2014 году — в суперпасьюте и в 2016 году в смешанной эстафете. Всего завоевал более 10 медалей чемпионатов России, в том числе в 2016 году — шесть медалей, из них одну золотую. Также был призёром чемпионата России в летнем биатлоне.
Победитель общего зачёта Кубка России сезона 2015/2016.
Учится в Институте физической культуры, спорта и здоровья при Красноярском государственном педагогическом университете им. В. П. Астафьева.

## Кубок мира
Дебютировал в индивидуальной гонке в Кэнморе 7 февраля 2019.

### Результаты выступлений
| \| 2018/2019 Итоги \| 2018/2019 Итоги \| Поклюка \| Поклюка \| Поклюка \| Поклюка \| Поклюка \| Хохфильцен \| Хохфильцен \| Хохфильцен \| Нове-Место \| Нове-Место \| Нове-Место \| Оберхоф \| Оберхоф \| Оберхоф \| Рупольдинг \| Рупольдинг \| Рупольдинг \| Антхольц \| Антхольц \| Антхольц \| Канмор \| Канмор \| Солт-Лейк-Сити \| Солт-Лейк-Сити \| Солт-Лейк-Сити \| Солт-Лейк-Сити \| ЧМ Эстерсунд \| ЧМ Эстерсунд \| ЧМ Эстерсунд \| ЧМ Эстерсунд \| ЧМ Эстерсунд \| ЧМ Эстерсунд \| ЧМ Эстерсунд \| Холменколлен \| Холменколлен \| Холменколлен \| \| Очков \| Место \| Сусм \| См \| Инд \| Спр \| Пр \| Спр \| Пр \| Эст \| Спр \| Пр \| МС \| Спр \| Пр \| Эст \| Спр \| Эст \| МС \| Спр \| Пр \| МС \| Инд \| Эст \| Спр \| Пр \| Сусм \| См \| См \| Спр \| Пр \| Инд \| Сусм \| МС \| Эст \| Спр \| Пр \| МС \| \| 0 \| 0 \| — \| — \| — \| — \| — \| — \| — \| — \| — \| — \| — \| — \| — \| — \| — \| — \| — \| — \| — \| — \| 42 \| — \| 77 \| — \| 11 \| — \| — \| — \| — \| — \| — \| — \| — \| — \| — \| — \| |                 |         |         |         |         |         |            |            |            |            |            |            |         |         |         |            |            |            |          |          |          |        |        |                |                |                |                |              |              |              |              |              |              |              |              |              |              |
| В таблице отражены места, занятые спортсменом на гонках биатлонного сезона. Инд — индивидуальная гонка Пр — гонка преследования Спр — спринт МС — масс-старт Эст — эстафета См — смешанная эстафета СуСм — супермикст DNS — спортсмен был заявлен, но не стартовал DNF — спортсмен стартовал, но не финишировал LAP — спортсмен по ходу гонки (для гонок преследования и масс-стартов) отстал от лидера более чем на круг и был снят с трассы DSQ — спортсмен дисквалифицирован — − спортсмен не участвовал в этой гонке |                 |         |         |         |         |         |            |            |            |            |            |            |         |         |         |            |            |            |          |          |          |        |        |                |                |                |                |              |              |              |              |              |              |              |              |              |              |
| 2018/2019 Итоги | 2018/2019 Итоги | Поклюка | Поклюка | Поклюка | Поклюка | Поклюка | Хохфильцен | Хохфильцен | Хохфильцен | Нове-Место | Нове-Место | Нове-Место | Оберхоф | Оберхоф | Оберхоф | Рупольдинг | Рупольдинг | Рупольдинг | Антхольц | Антхольц | Антхольц | Канмор | Канмор | Солт-Лейк-Сити | Солт-Лейк-Сити | Солт-Лейк-Сити | Солт-Лейк-Сити | ЧМ Эстерсунд | ЧМ Эстерсунд | ЧМ Эстерсунд | ЧМ Эстерсунд | ЧМ Эстерсунд | ЧМ Эстерсунд | ЧМ Эстерсунд | Холменколлен | Холменколлен | Холменколлен |
| Очков | Место           | Сусм    | См      | Инд     | Спр     | Пр      | Спр        | Пр         | Эст        | Спр        | Пр         | МС         | Спр     | Пр      | Эст     | Спр        | Эст        | МС         | Спр      | Пр       | МС       | Инд    | Эст    | Спр            | Пр             | Сусм           | См             | См           | Спр          | Пр           | Инд          | Сусм         | МС           | Эст          | Спр          | Пр           | МС           |
| 0 | 0               | —       | —       | —       | —       | —       | —          | —          | —          | —          | —          | —          | —       | —       | —       | —          | —          | —          | —        | —        | —        | 42     | —      | 77             | —              | 11             | —              | —            | —            | —            | —            | —            | —            | —            | —            | —            | —            |